# 忠滿
忠滿（？—？），為中國清朝官員，本籍滿洲，姓氏不詳。他於1895年（光緒21年）台灣民主國成立之初，以安平知縣身分擔任民主國按察使銜分巡台灣兵備道及台南府知府，並於任內印製票券，調兵抵抗日軍。不過，因日本迅速佔領北台灣，他於8月內渡。